# Missorio di Teodosio
Il missorio di Teodosio, anche detto più propriamente disco di Teodosio, è un grosso clipeus ("disco", in lingua latina) in argento, tradizionalmente identificato con un missorio (piatto decorato) ma più probabilmente un piatto di largizione, conservato alla Real Academia de la Historia di Madrid. Fu prodotto probabilmente a Costantinopoli nel 388 o nel 393, in occasione dei decennalia (decimo anniversario di regno) o, rispettivamente, dei quindecennalia (quindici anni di regno) dell'imperatore Teodosio I, il quale è raffigurato mentre consegna un codice a un alto funzionario, affiancato dai suoi due co-imperatori, identificati con Valentiniano II (od Onorio) e Arcadio.
Si tratta di un esempio caratteristico dello stile classicheggiante dell'età teodosiana ed è considerato uno dei capolavori dell'oreficeria tardo-imperiale romana.

## Piatto commemorativo

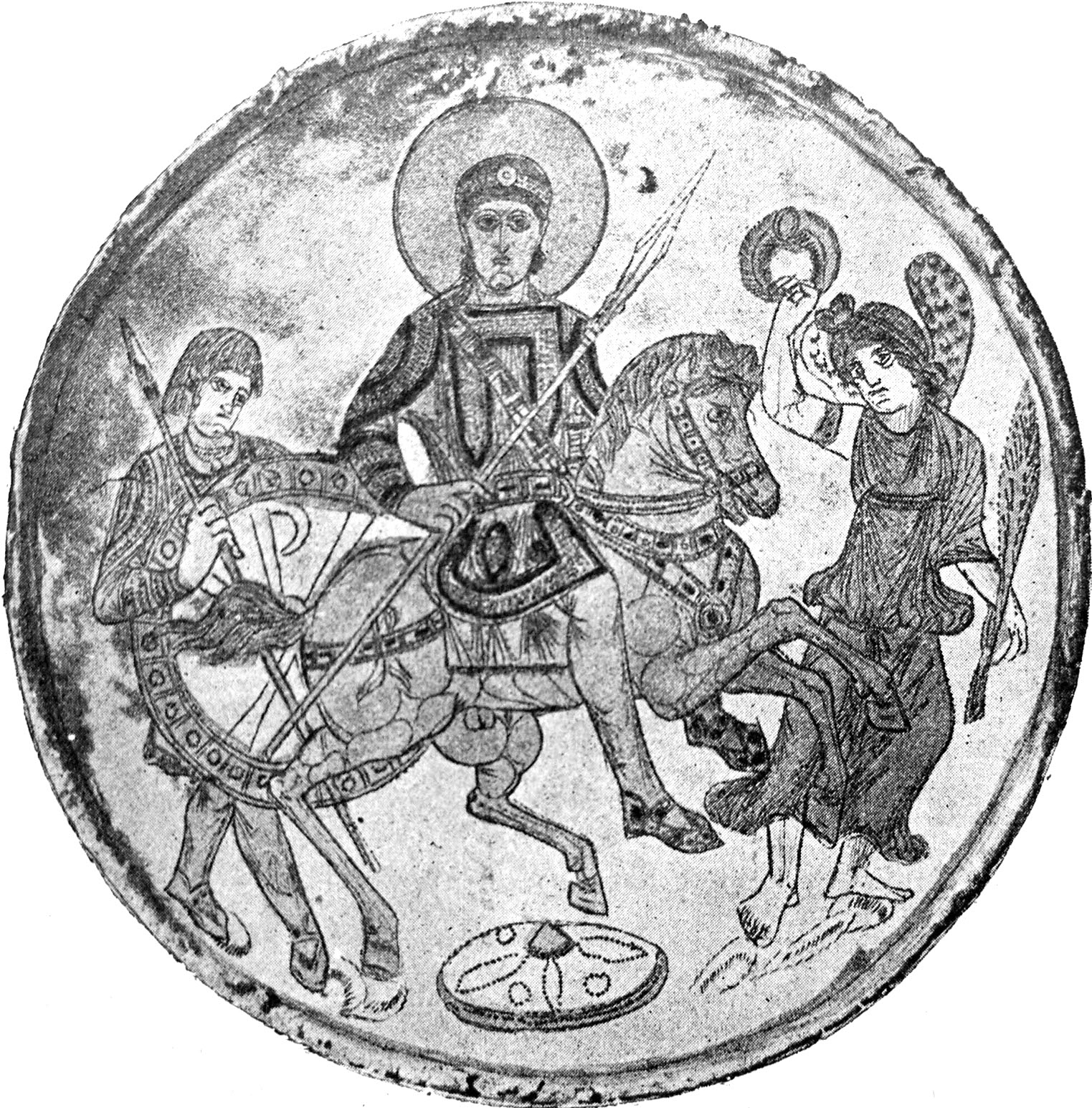
Missorio di Kerč', raffigurante Costanzo II (337-361), conservato al Museo dell'Ermitage, San Pietroburgo

Questo disco proviene da un tesoro di oggetti di argento, che comprendeva tre pezzi, trovati nel 1847 ad Almendralejo, 29 km a sud di Mérida, nella provincia spagnola di Badajoz. È considerato il più bell'esempio di piatto di largitio («largizione») in argento, cioè di quella categoria di oggetti di lusso realizzati in vista delle celebrazioni imperiali (ascensione al trono e anniversario di regno in particolare) e poi offerti in tali occasioni dall'imperatore ai più importanti dignitari dell'impero: si trattava principalmente di piatti e coppe d'argento.
Pochi esemplari di tale argenteria si sono conservati: solo 19 pezzi sono sopravvissuti, tutti datati al IV secolo e prodotti sotto sei imperatori. In questo ambito, il disco di Teodosio si distingue per essere il più recente (anche se la pratica di produrre e donare questi oggetti proseguì probabilmente per altri due secoli) e per avere la decorazione più elaborata: gli unici altri esempi di missorii conservati altrettanto bene sono il piatto di Kerč', conservato al Museo dell'Ermitage e raffigurante Costanzo II a cavallo, e quello di Valentiniano I (o Valentiniano II) a Ginevra.

## Descrizione
Il piatto di Madrid è d'argento, con tracce di doratura sulle lettere. Le sue dimensioni sono ragguardevoli, in rapporto agli altri piatti d'argento contemporanei noti: misura infatti 0,74 m di diametro, con uno spessore che varia tra i 4 e gli 8 mm. Il piatto si appoggia su di un anello di 0,26 m di diametro e uno spessore di 0,30 mm saldato sul retro, che reca una scritta in greco che indica il peso ufficiale dell'oggetto: ποc ↑Ν ΜεΤ, cioè ποσότης λιτρῶν 50 μετάλλου «50 libbre di metallo». Cinquanta libbre romane equivalgono a 16,13 kg di argento, mentre il piatto pesa 15,35 kg: la differenza potrebbe essere dovuta al fatto che il peso indicato è quello del piatto senza decorazioni, le quali, realizzate per cesellatura, avrebbero rimosso parte del metallo.
Il motivo decorativo principale è la raffigurazione dell'imperatore regnante e dei due co-imperatori. L'imperatore viene raffigurato al centro di una serliana, una figura architettonica simbolo del potere imperiale almeno dall'epoca di Diocleziano, quando l'imperatore romano si presentava nelle cerimonie pubbliche al centro proprio della serliana del cortile del suo palazzo di Spalato.

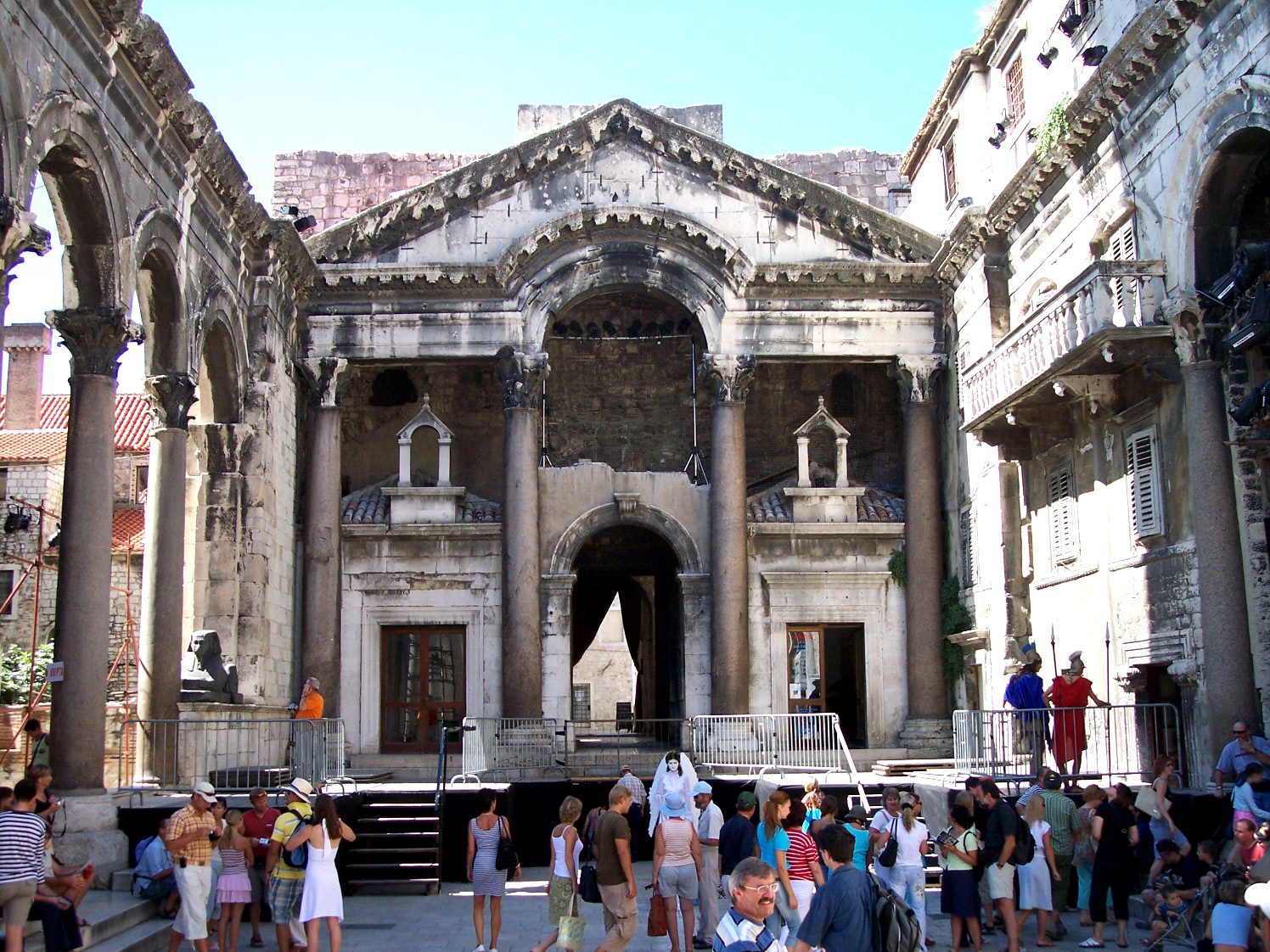
Serliana del Palazzo di Diocleziano a Spalato

Un'iscrizione lungo il bordo permette di identificare i personaggi raffigurati e l'occasione della produzione del piatto: 
L'iscrizione indica dunque che il piatto fu prodotto in occasione dei decennalia dell'elevazione al trono di un imperatore di nome Teodosio; la presenza di due co-imperatori nella decorazione permette di scartare Teodosio II, che aveva un solo co-imperatore (lo zio Onorio) il giorno del suo decennale di regno (421), e permette di identificare «THEODOSIVS» con Teodosio I e il giorno con il 19 gennaio 388, mentre l'imperatore era a Tessalonica. Spesso si ritiene il piatto di fabbricazione tessalonicese, ma considerando i tempi potrebbe essere stato commissionato a un orafo di Costantinopoli, prima che la corte fosse partita per Tessalonica.
Una lettura alternativa dell'iscrizione vede una piccola 'V' sopra la 'X' e quindi propone la lettura OB DIEM FELICISSIMVM XV, "nel giorno felicissimo del quindicesimo (anno di regno)"; questa lettura sposta l'occasione per la creazione del manufatto al 19 gennaio 393.
Quando venne scoperto, il disco era piegato in due esattamente in mezzo, a conferma del fatto che era stato conservato per il valore del metallo prezioso, e quindi forse destinato alla fusione, invece che per la sua qualità artistica o per il suo valore storico. Questa era una pratica corrente, come testimonia il missorio del tesoro di Groß Bodungen, ritrovato in pezzi. Il piatto era stato piegato con la faccia decorata rivolta all'interno, e paradossalmente questo ha permesso che la decorazione si conservasse meglio che se fosse stato interrato non piegato. Lo scopritore, nello spianare il piatto, praticò un'incisione lungo la piega, rompendo in due parti il piatto e distruggendo una parte della decorazione, compresa la testa dell'imperatore a sinistra e quella del funzionario davanti all'imperatore.
Jutta Meischner trasferisce il Missorio di Teodosio al V secolo, all'anno 421. Ella sostiene che l'imperatore è Teodosio II, affiancato da Onorio a destra e Valentiniano III a sinistra. Meischner costituisce questa interpretazione descrivendo il Missorio come un'opera di stile distintivo, qualità di esecuzione e di lavorazione visto negli esempi esemplari di Impero Romano d'Occidente. Lei sostiene che caratteristiche come queste non sono coerenti con l'epoca di Teodosio I. Arne Effenberger ha contraddetto questa interpretazione, affermando che Teodosio II divenne autocrate nell'anno 408, quindi il decimo anniversario del suo regno avrebbe avuto luogo nel 418 e non nel 421. Egli ritiene che è quindi improbabile che l'anniversario specificato nell'iscrizione potesse risalire al regno di Teodosio II. Tuttavia, Meischner basa la sua argomentazione sulla iscrizione che cita un decimo anniversario imperiale che aveva lo scopo di celebrare la prosecuzione della dinastia dieci anni dopo la salita al potere di Teodosio II nel 418, dopo la morte di suo padre Arcadio nel 408. Sulla base di questa evidenza, come discusso da Alicia Canto, Meischner crede che sia stato probabilmente commissionato da Galla Placidia a Ravenna e prodotto intorno al 421 come un dono a suo nipote Teodosio II. Concede la lettura da Alicia Canto dei numeri romani incisi sul missorio nel suo studio dettagliato (che è stato presentato nella stessa conferenza di Madrid), come quindecennalia, il quindicesimo anniversario imperiale, invece della lettura comune di decennalia.

## Decorazione
I tre imperatori, che sono i protagonisti della scena decorativa, sono raffigurati in trono, dinanzi a una facciata tetrastila, con un podio, quattro colonne corinzie che reggono un architrave con un arco centrale, sormontata da un frontone. Sulla facciata del frontone sono due putti, ai lati dell'arco, che recano delle offerte (cesti di frutta). I tre imperatori sono affiancati da due gruppi di guardie, mentre un funzionario è davanti all'imperatore centrale, Teodosio I. La parte inferiore del piatto, l'esergo, è occupato da una figura femminile accompagnata da tre putti.

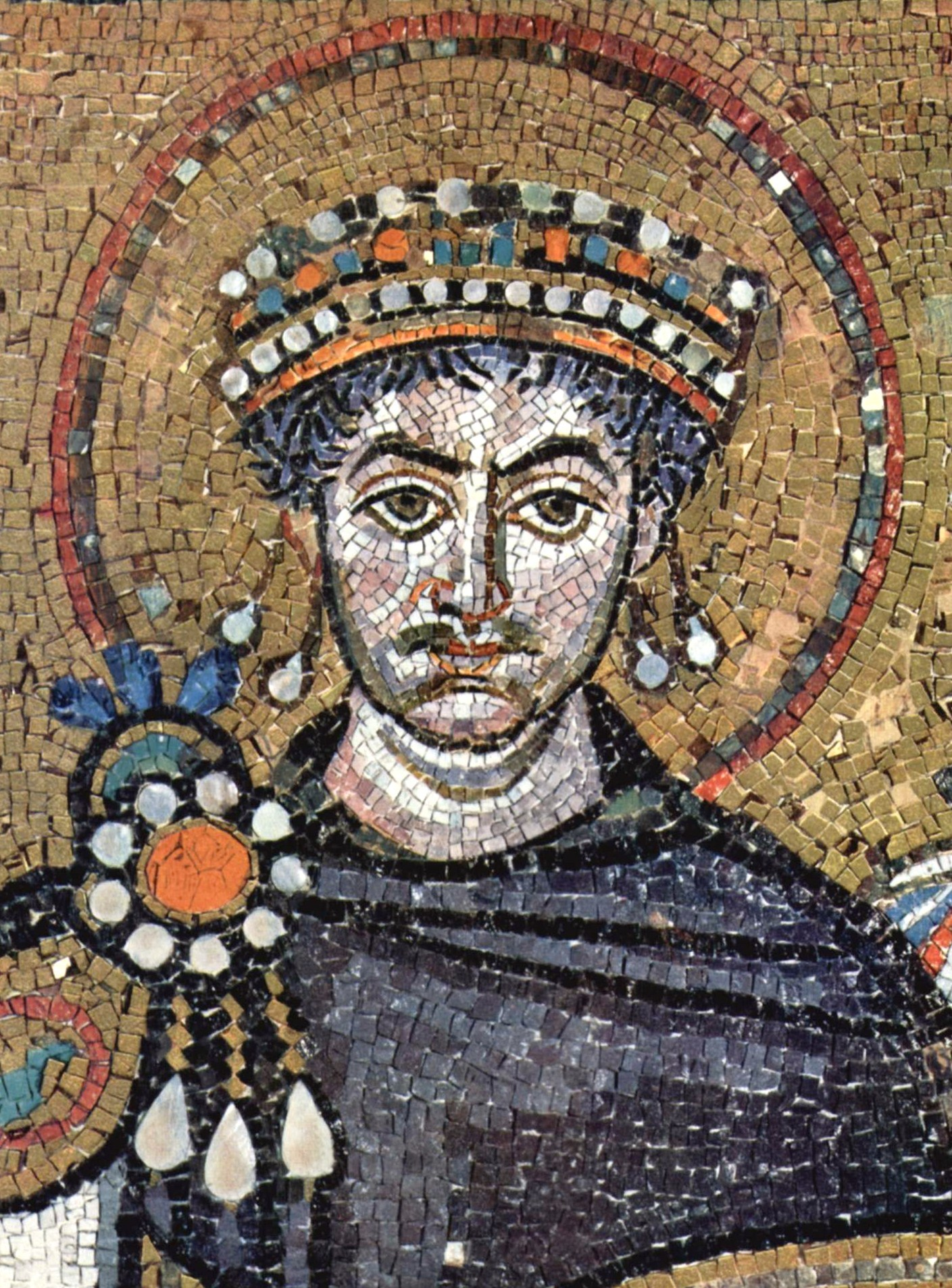
Mosaico raffigurante Giustiniano I, con l'imperatore che porta una fibula uguale a quella degli imperatori raffigurati sul disco

Le figure imperiali sono identificabili sia per la loro disposizione che per i loro attributi, incluso i capi di vestiario. Tutti e tre gli imperatori sono vestiti in maniera simile: una tunica con maniche lunghe riccamente decorata sulle spalle e sulle maniche, una clamide ricamata fissato alla spalla con una grande fibula a forma di disco. La fibula è un gioiello con montatura decorata con perle e tre pendenti ingioiellati: è identico alla fibula dell'imperatore Giustiniano I raffigurata nel mosaico parietale della basilica di San Vitale a Ravenna, e si ritrova identica in alcune monete, come il grande «medaglione» da 36 solidi di questo stesso imperatore.

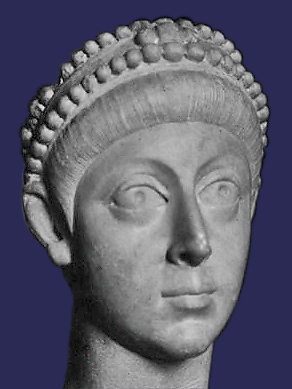
Ritratto di Arcadio con il diadema, simbolo per eccellenza dell'imperatore romano dall'epoca di Costantino I

Le teste degli imperatori sono cinte da diademi, delle larghe bande con due file di perle, interrotte sulla parte frontale dalla montatura tonda e ornata di perle di una pietra preziosa. Si trattava, sin dall'epoca di Costantino I che per primo l'aveva adottato, del simbolo imperiale per eccellenza, raffigurato su tutti i ritratti imperiali, sulle monete e sulle statue. Le teste degli imperatori sono poi incorniciate da aureole, attributo comune in questa epoca e presente su monete e dittici imperiali o consolari (come nella raffigurazione di Onorio nel dittico consolare di Probo del 406): il nimbo era un attributo ereditato dall'alto impero e indicante la divinità, senza collegamento all'iconografia cristiana.
Gli imperatori si distinguono l'uno dagli altri per gli accessori. I due imperatori laterali reggono con la mano sinistra un semplice orbe, su cui è incisa una croce di sant'Andrea; ma il loro orbe non è sormontato da una croce o da una statua. L'imperatore seduto a sinistra tiene inoltre con la destra alzata un lungo scettro, la cui estremità poggia su ginocchio destro, mentre l'imperatore a destra alza la mano destra vuota in segno di benedizione. L'imperatore seduto al centro, Teodosio, tiene la mano sinistra nascosta sotto la clamide, mentre con la destra regge un dittico codicillare (invece che un volumen codicillare, in quanto l'oggetto è chiaramente rettangolare) che consegna al dignitario davanti a sé e contenente la nomina dello stesso.
L'ultimo attributo imperiale che distingue le tre figure sedute è proprio la sedia: si tratta di un modello senza braccioli né schienale, coperto da uno spesso cuscino con una ricca decorazione ricamata e con le gambe modellate e decorate, con davanti un poggiapiedi. Questo tipo di sedia, che si distingueva nettamente da un trono classico, era il sedile imperiale derivato dalla sella curulis, la sedia curule riservata agli alti magistrati, come il console, sin dalla Repubblica romana. Durante l'impero romano, questa sedia era divenuta un simbolo dell'autorità imperiale come il diadema, il globo, lo scettro e la fibula elaborata della clamide, anche se rimaneva un attributo dei consoli, come mostrato dalle raffigurazioni dei dittici consolari.
Il dignitario in piedi davanti all'imperatore centrale è vestito con una tunica corta, una clamide chiusa da una fibula a balestra e i campagi. Sebbene anche questi siano decorati, i suoi vestiti sono naturalmente meno sontuosi di quelli degli imperatori.
Le quattro guardie imperiali sono dei giovani soldati, con capelli lunghi che sembrano degli elmetti. Sono vestiti con tuniche corte e indossano dei torques, collari ornamentali, che ne indicano l'origine germanica. Sono armati con delle lance lunghe e reggono degli scudi rotondi, ornati da motivi il cui scopo era quello di distinguere le varie unità e che sono simili a quelli raffigurati nella Notitia dignitatum e sui bassorilievi della colonna di Arcadio. Il loro aspetto è in generale molto simile a quello dei soldati raffigurati sulla base dell'obelisco di Teodosio, in particolare sulla faccia sud-ovest.

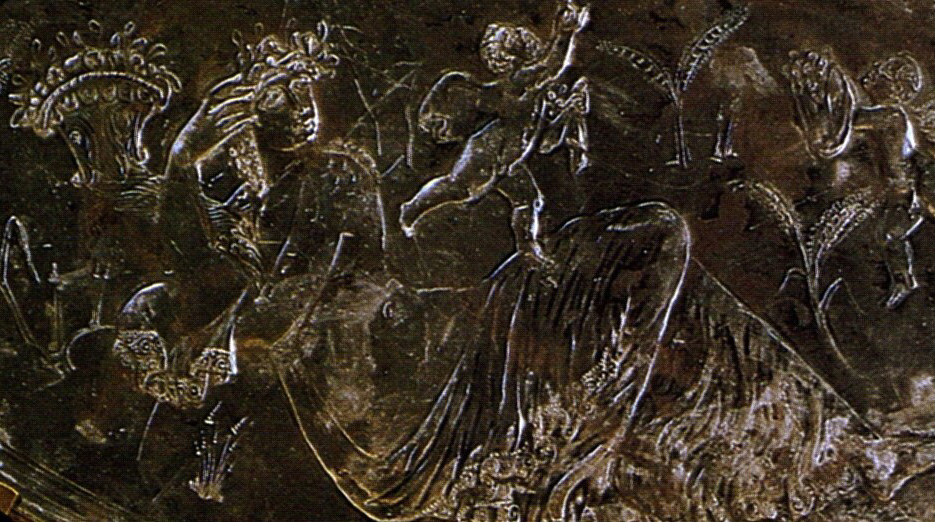
Personificazione di Tellus nell'esergo del missorio

L'esergo è separato dal capo principale dai gradini del podio della facciata. Più elementi decorativi sono disposti attorno alla figura centrale di una donna semi sdraiata, appoggiata sul braccio destro mentre contempla tre giovani figure maschili nude, dei putti, in tutto e per tutto simili a quelli del registro superiore, che sono girati verso la parte superiore della decorazione, e precisamente verso l'imperatore centrale, cui offrono fiori e frutti. La testa cinta da una corona di foglie, l'himation lunga con frange ricamate drappeggiata attorno ai fianchi e retta con il braccio sinistro, la cornucopia in mano: tutti questi elementi permettono di identificare la figura femminile come la personificazione di Gea/Tellus, simbolo della prosperità dell'impero e del suo respiro universale. Una raffigurazione simile di Tellus si trova nella parte inferiore della statua di Augusto di Prima Porta, sul bassorilievo della Maestà degli Augusti sull'Arco di Galerio e sull'avorio Barberini; anche la presenza dei putti assieme a Tellus è attestata, come sul lanx (piatto d'argento) di Parabiago, in un contesto molto differente, come quello del culto di Cibele e Attis. Il decoro dell'esergo è completato da numerose piante disposte intorno ai personaggi, forse a suggerire un campo di grano.

## Interpretazione della scena

### I tre augusti

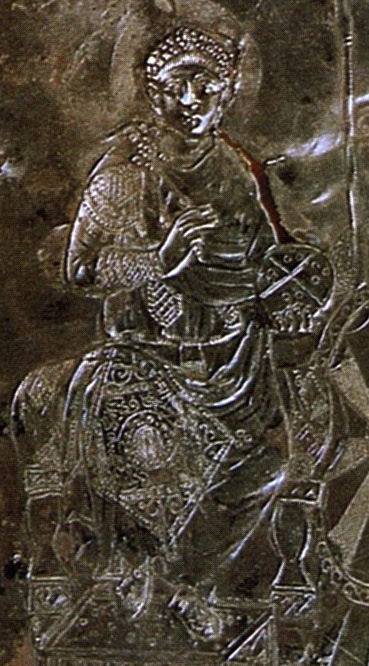
Ritratto di Arcadio (dettaglio del disco)

Sebbene l'identificazione della figura imperiale principale con l'imperatore Teodosio I non ponga alcuna difficoltà, quella dei due co-imperatori è stata ulteriormente dibattuta: i primi commentatori avevano infatti considerato il trio di figure imperiali come una rappresentazione della famiglia di Teodosio, con l'imperatore affiancato dai due figli e successori, il maggiore Arcadio, a sinistra, e il minore Onorio, a destra. Questa interpretazione tralascia però il fatto che tutte e tre le figure indossino il diadema, a indicare il fatto che tutti e tre hanno il titolo di augusto e che Onorio, che nel 388 aveva solo quattro anni e fu nominato augusto solo nel 393, non avrebbe potuto essere rappresentato con il diadema in quanto all'epoca dei decennalia del padre ancora solo cesare: a dimostrazione di ciò si consideri il bassorilievo dell'obelisco di Teodosio che raffigura la famiglia imperiale nel 390/392 in cui Onorio non porta il diadema, mentre lo indossa Arcadio, di sette anni più anziano e augusto dall'agosto 383.

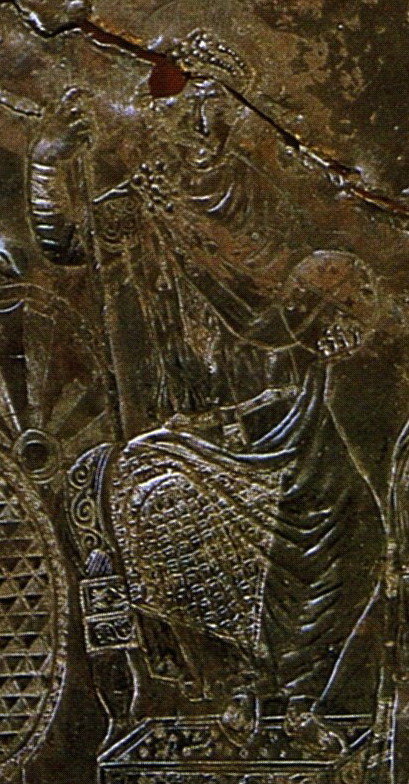
Ritratto di un augusto, Onorio o Valentiniano II (dettaglio del disco)

Di conseguenza il terzo augusto non può che essere Valentiniano II, augusto dal 375, che nel 387 aveva diciassette anni e regnava sulla parte occidentale dell'impero, e che in tale veste è raffigurato sulla base dell'obelisco di Teodosio così come sul missorio. Dunque è lui il sovrano raffigurato alla sinistra di Teodosio, e lo scettro che regge nella mano destra lo distingue da Arcadio, successore designato del proprio padre ma ancora troppo giovane per regnare. La gerarchia tra gli augusti è sottolineata anche dalla dimensione delle figure, la cui taglia è proporzionale all'importanza: se Teodosio è il più imponente, Arcadio è il più piccolo, sebbene sia raffigurato come un adulto e non quale il ragazzino che era, anche se è sempre più grande dei soldati e del funzionario. Lo stesso principio è applicato alla base dell'obelisco.
Un'altra ipotesi di identificazione, radicalmente differente, mette in discussione l'attribuzione del missorio al regno di Teodosio I e lo sposta temporalmente a quella di suo nipote Teodosio II (408-450): per riconciliare questa datazione con le tre figure dei sovrani è necessario supporre che si tratti di Teodosio II, Onorio e Valentiniano III. Il piatto sarebbe quindi stato realizzato nel 421 per volere di Flavio Costanzo e di sua moglie Galla Placidia, allo scopo di celebrare il riconoscimento di loro figlio Valentiniano come augusto ed erede di Onorio da parte di Teodosio II, che quest'ultimo rifiutò. Tale tentativo fu di corta durata, in quanto Costanzo, brevemente imperatore, morì sempre nel 421. Questa ipotesi tortuosa deve essere scartata in favore di quella di Teodosio I e del 387.
La terza ipotesi si avvale della lettura dell'epigrafe che inserisce una piccola 'V' sopra la 'X' dell'anniversario da celebrare e riporta la scena al 19 gennaio 393, quindicesimo anno di regno (quindecennalia) di Teodosio. Essendo Valentiniano II morto l'anno precedente (morì infatti il 15 maggio 392 in circostanze misteriose), Teodosio elesse il proprio figlio minore Onorio augusto: l'incoronazione avvenne il 23 gennaio 393, quindi appena quattro giorni dopo i quindecennalia; in tal caso non era aliena la raffigurazione di Onorio col diadema imperiale.

### Il funzionario
Un po' più complicata, di contro, è la questione dell'identità del personaggio che è raffigurato in piedi davanti a Teodosio e che riceve da questi il codicillo con la nomina. La stessa presenza di questo figura rappresenta un problema, in quanto rompe la simmetria del decoro e appare fuori luogo in una scena che vuole innanzitutto rappresentare gli imperatori nella loro maestà e all'interno del contesto, esplicitamente indicato nella legenda, del decimo anniversario di regno. Nessuna testimonianza afferma che gli imperatori erano usi a nominare degli alti funzionari in occasione dell'anniversario del loro regno, né alcun altro pezzo di argenteria prodotta come dono imperiale presenta tale motivo ornamentale.
Chiaramente si tratta di un personaggio di alto rango, come testimoniato dal fatto che riceva la propria investitura direttamente dall'imperatore; inoltre il fatto che il codicillo di nomina sia un dittico e non un codex sembra escludere il fatto che si tratti di un console, sebbene questa interpretazione non sia universalmente accettata. Gli storici hanno sovente cercato di associare questo personaggio al luogo di scoperta del missorio, suggerendo che si tratti della raffigurazione di un alto funzionario della Hispania, forse il vicarius Hispaniarum. Ma l'ipotesi più interessante è che si tratti del potente prefetto del pretorio d'Oriente: dal 18 gennaio 384 al 14 marzo 388 (data della sua morte), a ricoprire questa carica fu Materno Cinegio, un fervente cristiano come Teodosio e, come lui, originario della Spagna.

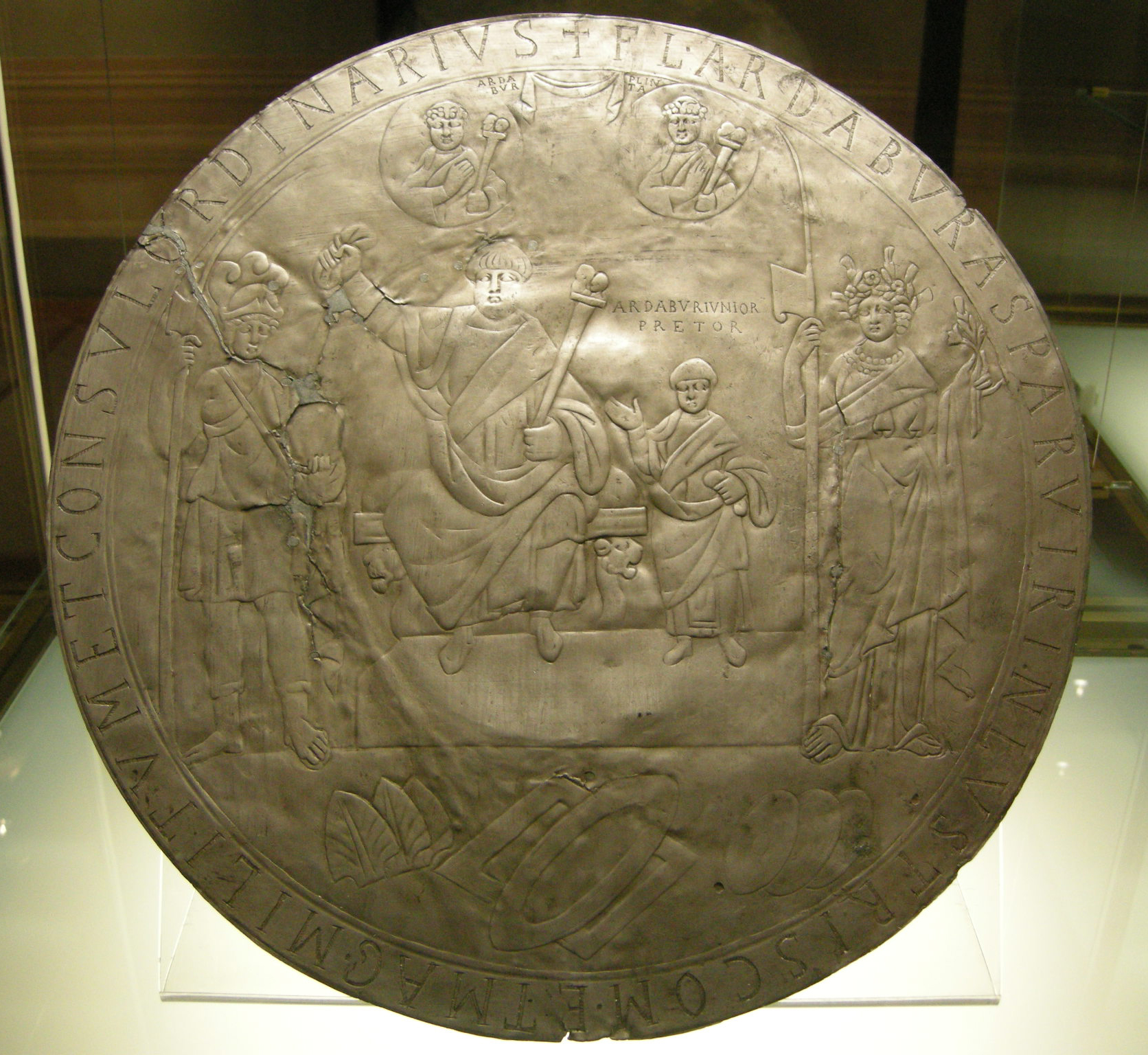
Missorio di Aspare, datato 434.

Supponendo che l'alto funzionario raffigurato mentre riceve il codicillo con la propria nomina fosse anche il destinatario del donativo imperiale costituito dal piatto, la sua identificazione con Cinegio permette di spiegare anche perché il piatto sia stato ritrovato in Spagna. I legami accertati tra l'imperatore e Cinegio spiegano anche l'alto onore concesso al funzionario con la sua nomina avvenuta in concomitanza con i decennalia imperiali. Questa interpretazione implica la necessità di rimuovere la pretesa di contemporaneità della nomina con i decennalia, che avvennero in un periodo differente.
Naturalmente l'identificazione con Materno sarebbe errata nel caso il disco sia stato prodotto per celebrare i quindecennalia, dato che nel 393 Materno era morto da cinque anni. Ma, in realtà, l'identificazione precisa del funzionario è una questione minore, in quanto questi non occupa che un posto secondario nella decorazione del missorio, quasi tanto poco significativo come quello delle guardie, e perciò non reca alcun dettaglio in grado di aiutarne l'identificazione. Probabilmente questo è un effetto voluto dal committente dell'oggetto: invece di rappresentare una persona precisa, si vuole indicare la funzione che svolge e il fatto che il suo carattere "sacro" deriva direttamente dall'imperatore.
È stata proposta anche un'interpretazione radicalmente differente della eccezionale presenza di questo magistrato sul missorio, caratterizzata dalla constatazione che la pratica delle donazioni in occasione delle celebrazioni importanti non era esclusivamente imperiale, ma veniva seguita anche dagli alti magistrati, come dimostrato dai numerosi dittici consolari che si sono conservati. In alcuni di questi dittici la figura principale è costituita dall'imperatore, invece che dal console, come nel dittico di Flavio Anicio Petronio Probo del 406, in cui è raffigurato l'imperatore Onorio: questa scelta è stata interpretata come una testimonianza della lealtà del magistrato all'imperatore e come una forma di omaggio al sovrano. Inoltre, le donazioni dei consoli non si limitavano ai dittici eburnei, ma includevano anche piatti in argento, come il missorio di Aspare del 434, simili in tutto e per tutto ai donativi imperiali. È stata dunque avanzata l'ipotesi che il disco di Teodosio sia stato commissionato piuttosto dal magistrato, che intendeva così celebrare allo stesso tempo la propria nomina e l'anniversario di regno dell'imperatore. Questa ipotesi, che ha il vantaggio di spiegare una scena decorativa come quella dell'investitura, è tuttavia una congettura difficile da comprovare.

### Interpretazione politica e simbolica del disco

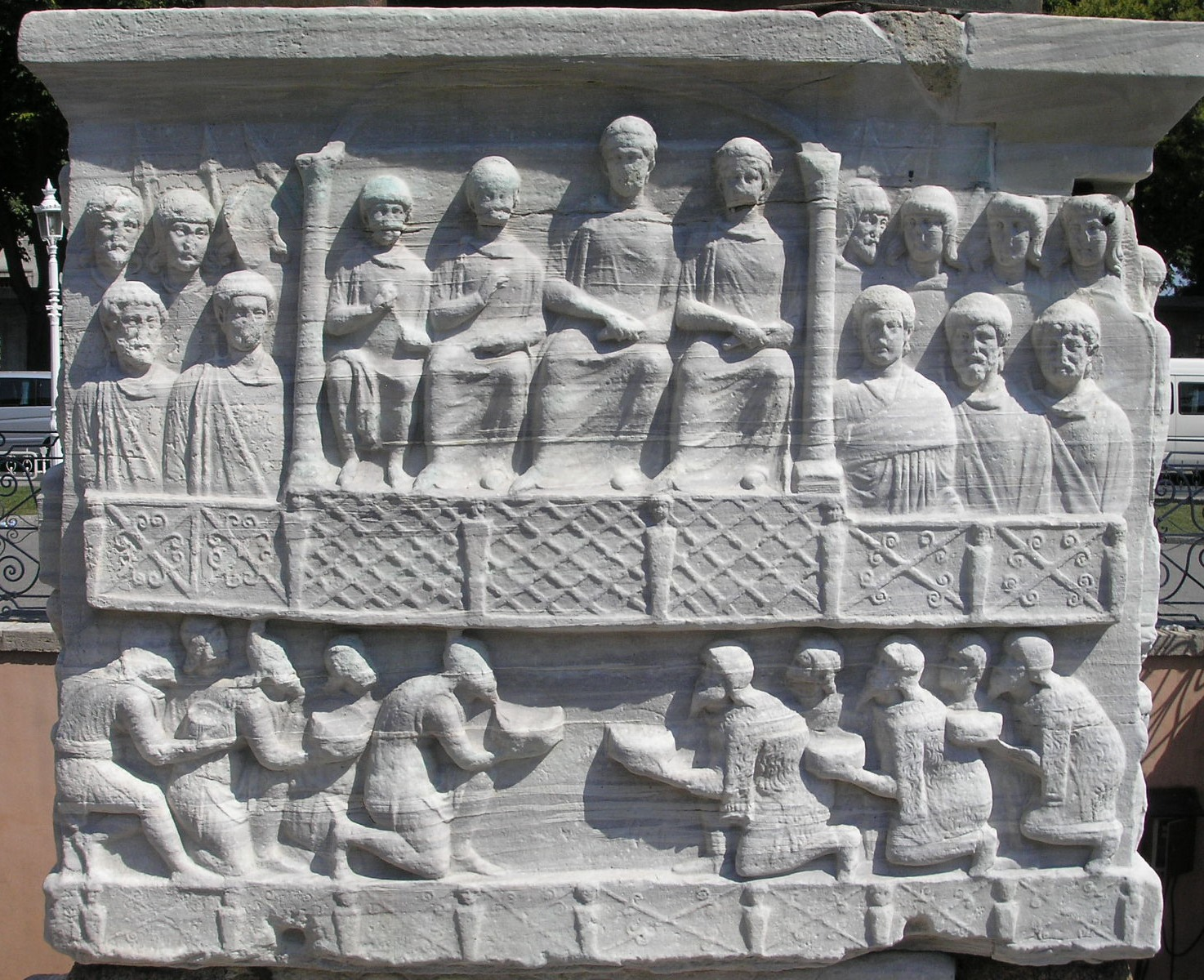
La faccia nord-occidentale della base dell'obelisco di Teodosio, eretto nell'ippodromo di Costantinopoli, raffigura nel registro superiore gli augusti Teodosio I, Valentiniano II e Arcadio e il cesare Onorio, tutti e quattro all'interno di una tribuna incorniciata da due colonne. Le figure imperiali sono attentamente gerarchizzate e Valentiniano II compare distintamente come il secondo augusto, subordinato alla sola figura di Teodosio, disposta centralmente.

Il disco si iscrive nella lunga serie di immagini della propaganda imperiale, che prosegue nella tarda antichità la tradizione del culto imperiale ereditata dal Principato; gli stessi decennalia erano infatti una creazione di Augusto. La distribuzione di oggetti di lusso come questo disco per celebrare solennemente questo anniversario rientra nel programma di rafforzamento della sovranità di Teodosio I, la legittimità del suo potere e della sua dinastia.
Innanzitutto è la maestà della persona imperiale che è esaltata, come motivo principale: il lusso dell'abbigliamento, la ieraticità della posa e, soprattutto, la taglia imponente e l'aureola intorno alla testa dell'imperatore, persino l'arco del frontone che incornicia la scena, tutti gli elementi concorrono a imporre allo spettatore una vera epifania del sovrano, in cui meri mortali diventano quasi dei super-umani. I simboli dell'arco e del nimbo sono perciò specialmente potenti, in quanto fanno riferimento alla volta cosmica e dunque al carattere semi-divino del personaggio che sovrasta, mentre il secondo evoca la luce divina che se ne effonde.
La prosperità e l'universalità del regno dell'imperatore sono evocati con la rappresentazione di Tellus, la cui cornucopia rimanda all'abbondanza di quella "età dell'oro" che fu il primo decennio di regno di Teodosio I. Questo messaggio è forse rafforzato, in maniera discreta, dai putti, il cui ruolo non è solo quello di rappresentare il gaudium publicum, la felicità del popolo, legato alla celebrazione dell'anniversario di regno. Approfittando dell'importanza del ruolo svolto dai numeri nell'arte della tarda antichità, diversi studiosi hanno attribuito un significato simbolico al fatto che i putti siano in numero di cinque. Una prima interpretazione è di tipo simbolico, un registro particolarmente adatto alla celebrazione di un anniversario di regno: ciascun putto rappresenterebbe un lasso di cinque anni, con i due putti sul frontone a rappresentare i decennalia trascorsi e i tre nell'esergo a indicare l'augurio di ulteriori tre quinquennalia futuri. Più interessante potrebbe essere l'interpretazione che vuole i cinque putti a rappresentanza delle cinque diocesi che formavano la pars Orientis dell'impero, sotto diretta giurisdizione di Teodosio: la diocesi d'Oriente, la diocesi Asiana e quelle Pontica, dell'Egitto e della Tracia; questa interpretazione andrebbe anche a rinforzare l'identificazione dell'alto funzionario con il prefetto del pretorio Cinegio. Questa interpretazione implica, però, che il missorio sia stato commissionato, se non proprio prodotto, prima del settembre 387, implicando una bottega costantinopolitana: a partire da quella data, infatti, la prefettura dell'Illirico entrò a far parte de iure della giurisdizione di Teodosio, dopo essere stata parte, a partire probabilmente dal 380, della parte occidentale dell'Impero; dopo il passaggio della prefettura all'oriente, le diocesi governate da Teodosio sarebbe quindi divenute sei, senza più un riscontro col numero dei putti.
Il terzo messaggio convogliato dall'iconografia della decorazione, e di certo non il meno importante, è l'unità della famiglia imperiale e dunque l'unità dell'impero, sia che il terzo augusto vada identificato con Onorio sia che questi sia Valentiniano II. Teodosio, fondatore di una nuova dinastia, si fece infatti rappresentare con i propri colleghi di regno; il proprio figlio e successore designato, Arcadio, ma anche con l'augusto d'Occidente, Valentiniano II, o, alternativamente, con l'altro figlio e successore Onorio.
Nel caso il disco celebri i decennalia, la presenza di Valentiniano nella decorazione è cruciale: da una parte servirebbe a proclamare l'unità dell'impero al di là delle divisioni amministrative, dall'altra riaffermerebbe la legittimità del potere di Teodosio tramite l'associazione dell'augusto d'Occidente, il quale era legato alla precedente dinastia e poi indietro fino al quel rifondatore dell'impero che era stato Costantino I. I collegamenti con la dinastia valentiniana non erano solamente simbolici, ma anche matrimoniali, in quanto proprio nel 387 Teodosio sposò in seconde nozze Galla, figlia di Valentiniano I e sorella di Valentiniano II: questo matrimonio ebbe quindi anche il significato di legare la dinastia teodosiana a quella valentiniana e quindi fornire alla prima un'affiliazione, seppure indiretta, alla dinastia costantiniana. Si evidenzia in questi atti la presenza in Teodosio del desiderio, comune a tutti i fondatori di dinastie imperiali romane, di legittimare la propria ascensione al trono stabilendo un legame con i propri predecessori.

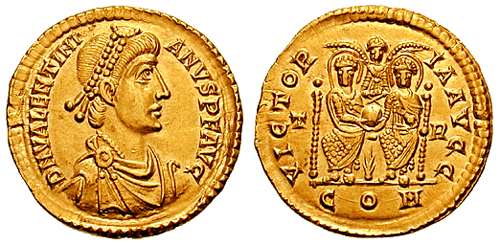
Solido di Valentiniano II coniato a Treviri tra il 388 e il 392, che raffigura l'imperatore d'Occidente con Teodosio I

Questo è lo stesso tema dinastico che compare sulla faccia nord-occidentale e sud-orientale della base dell'obelisco di Teodosio, eretto nel 390 nell'ippodromo di Costantinopoli, in cui l'iconografia imperiale viene completata con l'introduzione del secondo figlio di Teodosio, nonché successore al trono d'Occidente di Valentiniano II, Onorio. In entrambi i casi — nella base dell'obelisco e nel disco — le figure imperiali sono attentamente gerarchizzate e Valentiniano II compare distintamente come il secondo augusto, subordinato alla sola figura, centrale, di Teodosio. Si tratta dunque di un messaggio radicalmente differente da quello di eguaglianza degli Augusti diffuso dalla propaganda di Valentiniano, ad esempio attraverso il solido coniato a Treviri in quello stesso periodo: qui il tema della victoria augustorum ("vittoria degli Augusti"), molto frequente nel IV secolo, viene interpretato raffigurando Valentiniano II e Teodosio I in trono, fianco a fianco e della stessa taglia, incoronati dalla Vittoria e reggenti uno stesso orbe, simbolo di dominazione universale.

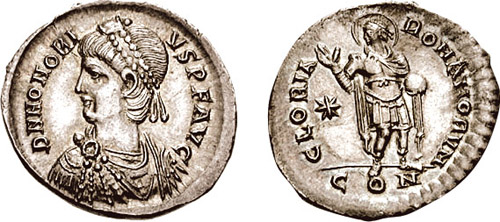
Miliarense di Onorio, figlio di Teodosio I e augusto d'Occidente dal gennaio 393

Rispetto al missorio di Costanzo II o a quello di Valentiniano I/II, ciascuno recante una raffigurazione molto più semplice e classica dell'imperatore trionfante, il programma iconografico del disco di Teodosio si distingue per la sua ricca polisemia, ma anche per l'assenza di qualunque riferimento cristiano. Nel missorio di Kerč, per esempio, il chi-ro dipinto sullo scudo del fante a fianco di Costanzo II è un riferimento diretto al nuovo contesto cristiano del trionfo imperiale, introdotto dalla conversione di suo padre, Costantino I. Questa tipologia di scudo è presente anche sui rilievi della colonna di Arcadio e nel mosaico di Giustiniano I nella basilica di San Vitale. Qualche decennio più tardi, sul piatto di Ginevra, l'imperatore regge nella mano sinistra il labaro costantiniano, mentre è la sua aureola che contiene il chi-ro, segno ulteriore della cristianizzazione del potere imperiale. La ragione di questa assenza potrebbe essere il carattere civile dell'immagine raffigurata sul disco, in quanto l'associazione tra simboli cristiani e l'iconografia imperiale è ancora riservata principalmente alle raffigurazioni del trionfo militare, un tipo al quale appartengono indubbiamente i due missori precedenti, in cui l'imperatore è raffigurato come un generale vittorioso; malgrado ciò, va notata l'esistenza di un chi-ro in una (e una sola) faccia della base dell'obelisco di Teodosio.
A ben vedere, sebbene sia un esempio della produzione della propaganda imperiale di questo periodo, il disco di Teodosio I resta un'opera unica, la cui interpretazione dettagliata resta altamente congetturale. Non si tratta, ad ogni modo, di un vero e proprio piatto da portata, come talvolta proposto, ma di una vera e propria icona dell'imperatore, esposta orgogliosamente dal possessore nella propria casa. Questo notevole dono conservò e aumentò così la lealtà e il rispetto dell'alto funzionario che la ricevette verso l'imperatore.